# Östra Kanada

Östra Kanada, så som det definieras politiskt.

Östra Kanada (engelska: Eastern Canada) är de områden i Kanada som ligger öster om Manitoba. Området utgörs av följande provinser och territorier:
- New Brunswick
- Newfoundland och Labrador
- Nova Scotia
- Ontario
- Prince Edward Island
- Québec

Ontario och Québec ingår i Centrala Kanada, medan övriga provinser utgör Atlantprovinserna. Nova Scotia, New Brunswick och Prince Edward Island kallas också för de Kanadensiska kustprovinserna.

### Fotnoter
1. ↑  ”Maritime Provinces” (på engelska). The Canadian Encyclopedia. http://www.thecanadianencyclopedia.ca/en/article/maritime-provinces/. Läst 8 november 2015.